# Hans Stumme
Hans Bernhard Stumme (geb. 3. November 1864 in Mittweida; gest. 10. Dezember 1936 in Dresden) war ein deutscher Orientalist, Afrikanist und Sprachwissenschaftler, der für seine Forschungen zu semitischen und anderen afroasiatischen Sprachen bekannt ist. Von 1909 bis 1930 lehrte er als Professor für Neu-Arabisch und Hamitische Sprachen Afrikas an der Universität Leipzig.

## Leben und Werk
Seine Eltern waren Gustav Leopold Bernhard Stumme (1866–1875 Bürgermeister von Mittweida) und Emilie Selma, geborene Emmrich. Nach Besuch der Nikolaischule in Leipzig und des Gymnasiums Fridericianum in Rudolstadt studierte er ab 1886 Orientalistik an den Universitäten Tübingen, Halle, Leipzig und Straßburg. Während seiner Studienzeit in Leipzig waren Ludolf Krehl und Friedrich Delitzsch seine Lehrer. Er promovierte 1888 bei Albert Socin in Tübingen mit einer Arbeit über den arabischen Stadtdialekt von Algier. In den Jahren 1889 bis 1892 unternahm er ausgedehnte Reisen in Osteuropa, Nordafrika, Australien und Amerika. Er habilitierte sich 1895 in Leipzig über Dichtkunst und Gedichte der Schluh, eines Berbervolks im südlichen Marokko. Im Jahre 1900 wurde er außerordentlicher Professor für orientalische Philologie in Leipzig, wo er 1909 zum Honorarprofessor für Neuarabisch und „Hamitische Sprachen“ ernannt wurde.
Er lehrte arabische Literatur und Dialekte des Maghreb und hielt auch Vorlesungen über Persisch, Türkisch, Maltesisch, Altäthiopisch (Ge'ez), Hausa und Berbersprachen. Er war Herausgeber der Zeitschrift der Deutschen Morgenländischen Gesellschaft.
Er war Mitglied der Deutschen Morgenländischen Gesellschaft, der Sächsischen Akademie der Wissenschaften, der Royal Asiatic Society of Great Britain and Ireland sowie der Società Asiatica Italiana.

## Publikationen (Auswahl)
- Märchen der Schluḥ von Tázerwalt, 1891 (Transliteration und Übersetzung)
- Tunisische Märchen und Gedichte : eine Sammlung prosaischer und poetischer Stücke im arabischen Dialecte der Stadt Tunis ; nebst Einleitung und Übersetzung, 1893 Digitalisat
- Tripolitanisch-tunisische Beduinenlieder, 1894 Digitalisat
- Chants des Bédouins de Tripoli et de la Tunisie, 1894 (Gesänge der Beduinen von Tripoli und Tunesien) Digitalisat
- Grammatik des tunisischen Arabisch nebst Glossar, 1896
- Märchen und Gedichte aus der Stadt Tripolis in Nordafrika, 1898
- Handbuch des Schilhischen von Tazerwalt. Grammatik, Lesestück, Gespräche, Glossar, 1899
- Märchen der Berber von Tamazratt in Südtunisien, 1900
- Arabisch, Persisch und Türkisch in den Grundzügen der Laut- und Formenlehre, 1902
- Maltesische Märchen, Gedichte und Rätsel in deutscher Übersetzung, 1904 Digitalisat
- Maltesische Studien; eine Sammlung prosaischer und poetischer Texte in maltesischer Sprache nebst Erläuterungen. Leipzig: Hinrichs 1904 (Leipziger semitische Studien. I. Band, Heft 4)
- Türkische Schrift; ein Übungsheft zum Schreibenlernen des Türkischen, 1916
- Herausgeber von: Albert Socin: Diwan aus Centralarabien. Gesammelt, übersetzt und erläutert von A. Socin. Herausgegeben von Hans Stumme. (Abhandlungen d. Königl. Sächsischen Ges. d. Wiss., phil.-hist. Cl. XIX,1-3). Olms, Georg, 2004, ISBN 3-487-12627-3